# シャドウテイカー
『シャドウテイカー』は、三上延のライトノベル作品。イラスト担当者は純珪一。電撃文庫（メディアワークス）より2004年6月から2005年6月まで全5巻が刊行された。

## あらすじ
高校生の藤牧裕生は、兄から謎の都市伝説『カゲヌシ』の噂を耳にする。同時期、町で謎の連続焼死事件が発生。裕生は事件現場にて｢黒い虫の死骸｣を発見し、犯人と思しき謎の人物より｢ヒトリムシ｣というメッセージを聞く。やがて事件の深部へと触れていく内に、彼の幼なじみ・雛咲葉の様子に不審な点が見え始める。

## 登場人物

### メインキャラクター
藤牧裕生（ふじまき　ひろお）
加賀見高校の二年生。茶道部所属。
葉とは幼い頃からの幼なじみ。どこかぼんやりとしたところがある少年で、豪放な兄とは対照的な性格。
少年時代は病気により入院しており、その時期に見始めた『黒い島の夢』をノートに書き、物語風にまとめている。その物語は『くろのかなた』と名付けられ、葉が『黒い島の夢』を見る起因、つまりカゲヌシの資格者となるきっかけを作ってしまう。裕生自身にもカゲヌシの契約者たる資格があったのだが、彼には資格のもう一つの条件である「願い」がなかった為、カゲヌシが現れることがなかった。
葉が「黒の彼方」と契約していることを知ってからは、彼女を気に掛けつつ、カゲヌシに苦しめられている人々を助ける決意をする。
雛咲葉（ひなさき　よう）
加賀見高校の一年生。茶道部所属。
本作のメインヒロイン。裕生の幼なじみであり、彼は常に片思いの相手でもあった。
性格はとても内向的。裕生とはお互いに浅からぬ想いを抱きあっている描写が散見されるが、もじもじして煮え切らない様子もまた幾度も書かれている。
小柄な体格ながら、裕生曰く「思ったよりも(胸が)大きい」、みちる曰く「見た目以上に女らしい体つき」をしているらしい。
カゲヌシ｢黒の彼方｣と契約している。その力を借りてカゲヌシに関わる騒動を解決していくが、そのたびに肉体の支配権や記憶を徐々に奪われていく。
西尾みちる（にしお　みちる）
加賀美高校の二年生。演劇部の部長を務めている。
容姿・言動ともに大人びており、男女問わず人気がある。しかし本人は、周囲に慕われている実姉に憧れと劣等感を抱いている。
裕生を巡り葉とはギクシャクすることもあるが、その度に自らの思いを抑え込もうとする。
佐貫峻（さぬき　たかし）
加賀見高校の二年生。:裕生、みちるの親友。
太り気味な体格で、雄一からは本名を覚えてもらえず、冗談交じりで「タヌキ」と呼ばれている。
知識欲やバイタリティに溢れており、カゲヌシとの戦いにおいてもその知識を用いて裕生たちをサポートする。
学校には様々な事情から手に入れた｢佐貫の巣｣なる部室群が存在し、得体の知れない物品が数多く置いてある。
藤牧雄一（ふじまき　ゆういち）
東桜大学の二年生。元・加賀見高校茶道部の初代部長にして創設者であり、裕生の実兄。
大柄な体格やラフな服装など、その容貌のために恐ろしい人物と誤解されやすいが、実際は豪放で明朗快活な性格である。
過去には不良行為を繰り返す荒れた高校生活を送っていたが、弟の一時的な病状悪化を理由に一転して反省。それからは成績トップ・無遅刻・無欠席を貫き、結果として東京の名門大学｢東桜大学｣に入学した。
身体能力は非常に高く、カゲヌシの一体を素手で倒し、また銃弾で撃たれても倒れずに踏みとどまる精神力をも併せ持つ。
西尾夕紀（にしお　ゆき）
みちるの姉。加賀見高校の卒業生であり、成績優秀・品行方正で在学当時からよく周囲に慕われていた。
裕生の初恋の相手でもあるが、本人は、その兄の雄一に好意を抱いている。
飯倉志乃（いいくら　しの）
加賀見高校茶道部の部長にして、夕紀の後輩。
裕生にとっては信頼できる先輩であり、あまり社交的ではない葉も彼女にはよく懐いている。
藤牧吾郎（ふじまき　ごろう）
藤牧兄弟の父親。妻は既に他界している。
見た目はダンディな男を演出しようとしているが、その言動には下品で奇妙なものが多い。
喜島ツネコ（きじま　つねこ）
｢喜島バー｣を切り盛りする妙齢の女性。葉の叔母にあたる。
葉をとても大事に思っており、彼女に近づこうとする男性への態度は厳しい。
天内茜（あまうち　あかね）
カゲヌシ｢ボルガ｣の契約者となった少女。家族を殺したカゲヌシとその契約者を探して加賀見市へとやって来た。
始めは裕生や葉と敵対するが、誤解が解けてからは二人の良き協力者となる。
蔵前司（くらまえ　つかさ）
人の眼球に異常な興味を抱く青年。
牧師の父親を持つことから聖書の『アブサロム』を知り、それが彼のカゲヌシの名前となった。
アブサロムの能力を用い、多くの人々から眼球を奪おうとする。
皇輝山天明（おうきざん　てんめい）
カゲヌシ｢龍子主｣の契約者。鶴亀町でショーを大々的に開催する謎の奇術師。カゲヌシは実在すると公言しており、その実態は、カゲヌシを利用したトリックで資産家から金品を巻き上げる詐欺師だった。
「皇輝山文書」というカゲヌシに関わる重要な文書を所有しており、これを巡って裕生たちと騙し合いを行う。
｢龍子主｣と契約した影響で記憶が混乱しており、稀に｢龍子主｣が活動している間の記憶や最近の過去の記憶が全く無いことがある。
レインメイカー
カゲヌシの契約者が主に住居としている建物、またはよく通う建物にそのカゲヌシのサインを書いていく正体不明の人物。黄色のレインコートを羽織り、フードを深くかぶっている。
中・高校生より小学生の間で噂になっており、その姿を見たと伝えると殺されるということから、その噂を調査する雄一を困らせている。
雛咲清史（ひなさき　きよし）
雛咲葉の父親。本編の4年ほど前から妻と共に行方不明になっている。
皇輝山天明の事件の後、雄一が彼によく似た人物に出会うことになるが、その人物は｢船瀬智和｣と名乗る。
船瀬千晶（ふなせ　ちあき）
船瀬智和の娘であり、雛咲清史とよく似た彼と共に加賀見町へとやってきた。雰囲気が葉と似ている。
父親との静かな暮らしを求め、｢レインメイカー｣を探している。
船瀬智和（ふなせ　ともかず）
雛咲清史の友人とされる男。
最初に『黒い島の夢』を見始めた人物で、『皇輝山文書』の元となる情報を集めた。
雛咲清史同様、4年前から行方不明。

### カゲヌシ
黒の彼方
契約者は雛咲葉。
漆黒の体躯を持つ、三つ首の大きな犬の姿をとるカゲヌシで、｢同族食い｣として他のカゲヌシから畏怖されている。サインは『×』。
本編開始時点では首が一つ失われているため、双頭となっている。
俊敏な動作と爪牙による接近戦を得意とする。また、三つある首の一つ「眠り首」は｢振動(波)｣を操る攻撃をすることができる。
誰を相手にしても常に丁寧な口調で話す。しかし本性は極めて冷酷残忍で智略に長け、宿主である葉の体を奪おうと常に画策し、裕生や葉に取引を持ちかけることもある。
ヒトリムシ
掌サイズの甲虫の姿をとるカゲヌシ。
一体ではなく群体であり、体を震わせることで超高熱を発し、対象を焼き殺す。
アブサロム
契約者は蔵前司。
契約者と全く同じ姿をとるカゲヌシ。サインは"ダビデの星"。
触れた対象を金属化する能力がある。
名前の由来は、ダビデ王を殺そうとした彼の息子の名前。彼は美しく、王に溺愛されていたが残忍な性格の持ち主だったという。
ボルガ
契約者は天内茜。
アニメキャラクターの太った青い鳥の姿をとるカゲヌシ。サインは"丸の中に正三角形"。
ボルガという名前も、そのアニメキャラクターからそのまま命名された。
水を操る能力があり、飛行することもできる。
カゲヌシとしての階級は低く、知能が低い部類に入る為か、契約者にただただ忠実である。
龍子主
契約者は皇輝山天明。
巨大なトカゲの姿をとるカゲヌシ。サインは"菱形(正方形)の中心に点が一つ"
対象の物体を瞬時に別の場所へ転送する能力を持つ。しかし、能力を使用する際は契約者が転送先を把握していなければならない。移動可能な距離は10メートル程度だが、何度でも連続して使える上に、重量や大きさの制限も無い。
リグル・リグル
巨大な虫のような姿をとる三体で一組のカゲヌシ。サインは"一つの頂点を共有する三つの正三角形"
それぞれが電流を操る能力を持ち、敵を電撃で攻撃する。
赤と青のリグルは巨大な芋虫状で、口腔から人体に入り込み、その人物を自在に操ることもできる。白のリグルのみ、巨大な蜘蛛の姿をとる。
｢リグル・リグル｣の意味は「足掻き、蠢く」という意味。
最強にして最後のカゲヌシ
契約者は蔵前司。
大柄な獣人の姿をとるカゲヌシ。便宜上はこのカゲヌシも「アブサロム」と呼ばれる。サインは"正六角形の中にもうひとつの正六角形が内接"しているもの。
重力を操作する能力を持つ。目から発する黒い光の範囲を小さく絞ることで、一瞬にして対象の空間に存在する物質を超圧縮することが可能。
本編での初登場時は「同族食い」の首「ドッグヘッド」に支配されており、アブサロムの片腕とも融合した状態で、金属化能力も扱うことができた。
もともと最高位のカゲヌシとしての強い力を持つが、｢同族食い｣の首に支配されたことにより、階位外の存在となった。
シャドウテイカー
契約者は藤牧裕生。
ドッグヘッドとアブサロムの片腕を失った、純粋な｢最強にして最後のカゲヌシ｣。
｢シャドウテイカー｣という名前は「『黒の彼方』という影を葉から取り除く者」という意味でつけた名前で、同時にそれは裕生の｢願い｣でもある。
｢黒の彼方｣に負わされた傷に苦しみ、｢黒の彼方｣とその契約者である葉に深い殺意を抱いているため、裕生がそれを必死に抑え込んでいる。
破壊の化身とも呼ぶべき存在で、階位内における最強のカゲヌシ。
アオカガミ
｢最初と最後のカゲヌシ｣。
青いマントを身に着け、人間の子供のような姿をしているが、体の一部に爬虫類の鱗のような、蛇を連想させる外見的特徴を持つ。
全てのカゲヌシを統括する存在『闇の奥にいる者-ハート・オブ・ダークネス-』の意思の一部。この世界でカゲヌシ達を管理するために存在しているが、自身に戦闘能力はない。
自分の話が遮られるのを非常に嫌う、自分の過失によって生じた問題についても責任を放棄するなど、幼い子供のように自分勝手に振舞う。
カゲヌシを卵に戻して次なる異世界へとカゲヌシ全員を渡す能力を持ち、｢黒の彼方｣同様、階位外のカゲヌシでもある。

## 用語解説
カゲヌシ
異なる世界を渡り歩いて人間を捕食する種族。それぞれ固有の特殊能力を持つ。
人間の『願い』に応え、卵の形態で召喚される。特定の人間の『願い』を叶える契約を結び、餌として他人を喰らう。契約者本人も、最終的には人間や他のカゲヌシを喰らい続けて力を強める自らのカゲヌシに支配されてしまう。
階位による序列が作られており、問題視されている危険なカゲヌシは異世界に召喚される順番が後半になる。
黒い島の夢
この夢を見た者は、カゲヌシの契約者としての資格を得たことになる。
自然に見るとは限らず、葉は裕生の「くろのかなた」を何度も繰り返し読んだことで夢を見て、結果として契約者としての資格を得ることとなった。
闇の奥にいる者-ハートオブダークネス-
全てのカゲヌシの父。カゲヌシは異世界に渡る為に必ず彼と契約を交わし、真名を授からなければならない。カゲヌシ達はその真名に契約で縛られており、その真名を自ら喋ると、卵に戻される。
物語に登場する｢アオカガミ｣は彼の意思を代弁する存在の一つ。｢アオカガミ｣のような存在は他のカゲヌシ達を管理・監視する為に必ず最初に召喚される。
同族食い
『闇の奥にいる者』が、異世界でカゲヌシ達による問題が生じた場合、その問題を解決するか、もしくは間引きをする為に呼び寄せる存在。本編では、葉に｢黒の彼方｣と名付けられた。他の個体が存在するかは不明。
黒耀
｢同族食い｣に流れる血から作られた、カゲヌシに対する猛毒。裕生はレインメイカーからこれを受け取った。
人体に対する実害は無い。
黒耀に加工する前の、｢同族食い｣の体を流れる血液そのものにも、カゲヌシに対する毒性が存在する。
サイン
カゲヌシを表す記号。
カゲヌシの名前は契約者によって勝手に決められるため、世界、契約者によって変化していく。真名は『闇の奥にいる者』やその一部である｢アオカガミ｣が管理しており、それ以外の者が簡単に知ることはできない。
そのため、カゲヌシやその契約者が、他のカゲヌシを認識、識別するためにはこちらのサインが用いられることになる。
皇輝山文書
皇輝山天明が所有する文書。
カゲヌシに関する情報が記述されている。佐貫がひたすら時間を掛けて解読し、カゲヌシの階位と召喚順が「サイン」で表記されていることや、8956種類のカゲヌシが存在することが明らかにされた。

## 既刊一覧
- 三上延（著）・純珪一（イラスト）、メディアワークス〈電撃文庫〉、全5巻

| タイトル                         | 発売日         | ISBN                |
| -------------------------------- | -------------- | ------------------- |
| シャドウテイカー 黒の彼方        | 2004年06月10日 | ISBN 978-4840226974 |
| シャドウテイカー2 アブサロム     | 2004年10月10日 | ISBN 978-4840228343 |
| シャドウテイカー3 フェイクアウト | 2005年01月10日 | ISBN 978-4840228992 |
| シャドウテイカー4 リグル・リグル | 2005年03月10日 | ISBN 978-4840230032 |
| シャドウテイカー5 ドッグヘッド   | 2005年06月10日 | ISBN 978-4840230636 |